# Валтопина
Валтопѝна (на италиански: Valtopina) е село и община в Централна Италия, провинция Перуджа, регион Умбрия. Разположено е на 360 m надморска височина. Населението на общината е 1465 души (към 2010 г.).